# 章子怡
章子怡（チャン・ツィイー、チャン・ツーイー、拼音: Zhāng Zǐyí、1979年2月9日 - ）は、中華人民共和国の女優。身長164cm。体重48kg。

## 来歴

### 生い立ち
北京で電信局職員の父親と幼稚園教諭の母親のもとに生まれる。体が細かったため「丈夫になって欲しい」という母の勧めで8歳から舞踏を始め、11歳のとき北京舞踊大学附属中学に合格し、16歳で全国青年ダンス・コンテストで優勝した。中学校卒業後、北京の名門演劇学校中央戯劇学院に入学。1994年に全国桃李杯舞踏コンクールで演技賞を受賞した。

### キャリア
中央戯劇学院在学時の1996年に単発テレビドラマ『星に願いを〜星星点灯』に出演。1999年にチャン・イーモウ監督の『初恋のきた道』で語り手である青年の母の少女時代（この映画の主人公）を演じ、本格的に女優としてデビュー。映画初出演にして初主演を果たす。この作品が第50回ベルリン国際映画祭で銀熊賞を受賞したことから、脚光を浴びるようになる。また同作で百花奨最優秀主演女優賞を受賞した。
アカデミー外国語映画賞を受賞した2000年の『グリーン・デスティニー』、ジャッキー・チェンやクリス・タッカーと共演した2001年の『ラッシュアワー2』でハリウッドデビュー。アジア以外の国々でも広く知られるようになり、国際的な知名度を得るようになる。その頃から徐静蕾（シュー・ジンレイ）、周迅（ジョウ・シュン）、趙薇（ヴィッキー・チャオ）と共に四小花旦（四大若手女優）と呼ばれるようになった。チャン・イーモウ監督の映画は『HERO』（2002年）、『LOVERS』（2004年）にも出演し、韓国映画『MUSA -武士-』（2001年）、日本映画『オペレッタ狸御殿』（2005年）にも出演するなど国際的な活躍をするようになる。日本では2003年から2006年に出演した花王「アジエンス」のCMで知名度を高めた。
2004年の『ジャスミンの花開く』で金鶏奨最優秀主演女優賞を受賞。同年のウォン・カーウァイ監督の『2046』で香港電影金像奨を受賞。2005年にロブ・マーシャル監督の『SAYURI』で主演を務め、ゴールデングローブ賞主演女優賞にノミネートされた。翌年の第59回カンヌ国際映画祭では審査員を務めた。
俳優以外の活動では、メイベリンやシャングリ・ラ・ホテルズ&リゾーツなどの広告塔や「関愛児童組織（Care for Children）」という慈善事業を行っている。また、2008年8月に開催された北京オリンピックの公式サイトの特派員記者を務め、また大手ポータルサイト「搜狐」（SOHU）の派遣により、同年3月末にギリシャのオリンピア遺跡で行われた聖火採火式のリポーターを務めた。
2008年2月6日から7日にかけて行われた「春節聯歓晩会」で「天女散花」という歌をソロで歌った。この春晩は、春節(=旧正月）の年越しに放映される番組で、中国国民のほとんどが見るといわれている。また登場する際、テロップが中国語の発音では同じの「張子怡」になっていた、とも報じられた。
2009年の『ソフィーの復讐』では主演の他に製作も務め、2013年のウォン・カーウァイ監督の『グランド・マスター』では香港電影金像奨と金馬奨の最優秀主演女優賞を受賞した。2021年には『上陽賦〜運命の王妃〜』で初めて連続テレビドラマに出演している。また同年にオムニバス映画『父に捧ぐ物語』の一編「詩」で監督デビューした。

## 人物
2007年9月、香港特別行政区による住民拡大制度「優秀人材入境計画」の適用を申請し、香港の居住資格を取得したと報じられた。
かつて映画のプロモーションのために複数のインタビューを受けたが、妊娠説やチャン・イーモウとの恋愛の噂など私生活に関する質問ばかりだったことから、マスメディアに不信感を持つようになった。近年は、中国国内においても「無断で写真を撮影しない」「交際している富豪に関する質問はしない」など10以上の細かいルールに従うという契約書にサインしなければ取材に応じないという、ハリウッド形式の方法をとっている。単に興味本位の質問を嫌うためであるとされるが、これによって一層、発言や本音を聴ける機会が少なくなった。
中国致公党の党員である。

## 私生活
2007年5月からはニューヨークで投資会社を経営するイスラエル人のヴィヴィ・ネヴォと交際しており、2008年7月に結婚を発表。ネヴォは映画会社ワインスタイン・カンパニーの株主で、この映画会社の3本の映画で主演したが、2010年に二人は離婚している。
2015年2月7日、自身の誕生日パーティーでロックミュージシャンの汪峰（ワン・フォン）と婚約し、5月10日に入籍。12月27日に米国で女児を出産した。
2019年開催の東京国際映画祭でコンペティション部門の審査委員長として来日した際、第2子を妊娠していることを公表。2020年1月1日に滞在先の米国で男児を出産した。
2023年10月23日、汪峰と離婚したことを微博で発表した。

## エピソード
- 『ラッシュアワー2』撮影時は英語があまり話せず、ジャッキー・チェン等に通訳してもらいつつ撮影に臨んだ。また、共演者だったロゼリン・サンチェスから英語を習おうとしたが、ロゼリンから「私の英語は訛りがあるから、真似するとハリウッドで仕事がなくなる」と言われ、断念したこともある。その後英語の必要性を痛感し、後に勉強を始めて約2年間で習得した。また、エミネムの曲を聴いて英語を覚えたと発言している。
- 2009年1月、アメリカの娯楽サイトにツィイーの全裸写真が多数流出した。写真はヴィヴィ・ネヴォの所有するフランス領サン・バルテルミー島で2人でバカンスを楽しんでいる様子を盗撮したもので、流出した写真は計81枚。ツィイーのマネージャーは「婚約中の2人のプライベートな生活を狙うのは許せない。有名人には普通の人と同じ生活が送れないなんて」と怒りをあらわにした[27]。

## 主な出演作品

### 映画
- 初恋のきた道 我的父親母親 （1999） - 若き日の母・チャオディ（招弟） 役
- グリーン・デスティニー 臥虎藏龍 （2000） - イェン 役
- ラッシュアワー2 Rush Hour 2 （2001） - フー・リー 役
- 天上の剣 The Legend of ZU 蜀山傳 （2001） - ジョイ 役
- MUSA -武士- 무사 （2001） - ブヨン姫 役
- HERO 英雄 （2002） - 如月（ルーユエ） 役
- パープル・バタフライ 紫蝴蝶 （2003） - シンシア/ディンホエ 役
- ザ・ブライド 花嫁はギャングスター2 조폭 마누라 2 （2003） - ギャングスター・ボス 役（ゲスト出演）
- LOVERS 十面埋伏 （2004） - シャオメイ 役
- 2046 2046 （2004） - バイ・リン 役
- ジャスミンの花開く 茉莉花開 （2004） - 茉/莉/花 役
- オペレッタ狸御殿 （2005） - 狸姫 役
- SAYURI Memoirs of a Geisha （2005） - さゆり/ちよ 役
- 女帝 ［エンペラー］ 夜宴 （2006） - ワン 役
- ミュータント・タートルズ -TMNT- TMNT （2007） - カライ 役（声の出演）
- 花の生涯〜梅蘭芳〜 梅蘭芳 （2008） - モン・ツァオトン（孟小冬） 役
- ホースメン Horsemen （2009） - クリスティン 役
- ソフィーの復讐 非常完美 （2009） - ソフィー 役（兼製作）
- 建国大業 建国大业 （2009） - 龔澎 役（ゲスト出演）
- 最愛 最愛 （2011） - 商琴琴（チンチン） 役
- 危険な関係 危險關係 （2012） - ドゥ・フェンユー 役
- グランド・マスター 一代宗師 （2013） - 宮若梅（ゴン・ルオメイ） 役
- 非常幸运（2013） - 蘇菲（ソフィー） 役（兼製作）
- 越来越好之村晚（2013） - 自身 役（ゲスト出演）
- The Crossing ザ・クロッシング Part I 太平輪 （2014） - 于真（ユイ・チェン） 役
- The Crossing ザ・クロッシング Part II 太平輪 彼岸 （2015） - 于真（ユイ・チェン） 役
- 从天儿降 （2015） - （ゲスト出演）
- 奔爱（2016） - 蘇樂琪（ソラチ） 役
- ワンス・アポン・ア・タイム・イン・上海 羅曼蒂克消亡史（2016） - リュー 役
- 无问西东 （2018） - 敏佳 役
- クローバーフィールド・パラドックス The Cloverfield Paradox （2018） - タム 役
- ゴジラ キング・オブ・モンスターズ Godzilla: King of the Monsters（2019） - アイリーン・チェン博士、リン・チェン博士 役[28]
- クライマーズ 攀登者 （2019） - シェイ・イン 役
- 父に捧ぐ物語「詩」 我和我的父辈「诗」 （2021） - 母親（郁凱迎） 役（兼監督）※2022東京・中国映画週間で上映
- 志願軍 〜雄兵出撃〜 志愿軍：雄兵出撃 （2023）※2024東京・中国映画週間で上映
- 酱园弄·悬案 （2025）

### テレビドラマ
- 星に願いを〜星星点灯 星星点灯（放送時は『蛍火』。TVムービー） （1996） - チェン・ウェイ 役
- 上陽賦〜運命の王妃〜 上陽賦 （2021） - 王儇 役

### 主な広告
- Visa （2002）
- 花王 「アジエンス」（2003 - 2006）
- OMEGA（2009 -）